# Електрични блуз
Електрични блуз се односи на било коју врсту блуза која се одликује употребом електричне гитаре као главног инструмента и електричних појачања за остале инструменте, као што су бас-гитара, бубњеви, а понекад и усна хармоника и клавијатуре. Гитара је први инструмент који је било популарно појачати и користити, а пионири у томе су били Т-Боун Вокер у касним 1930-их и Џон Ли Хукер и Мади Вотерс у 1940-им. Њихови стилови су се развили у Вест коуст блуз, Детроитски блуз, а после Другог светског рата Чикаго блуз, који су се разликовали од ранијих, претежно акустичних стилова блуза. Жанр се у потпуности развио до 1950-их. До раних 1950-их, Литл Валтер је био солиста на блуз хармоници или блуз харфи користећи мали ручни микрофон укључен у гитарско појачало. Иако је требало мало дуже, електрична бас-гитара је постепено заменила стенд-ап бас из раних 1960-их. Електричне оргуље и посебно клавијатуре су се касније широко користиле у електричном блузу.
Електрични блуз је био "инструмент" у развоју електричних техника гитаре као што су појачања, дисторзија, каблова за напајање и савијања жица и заслужан је за довођење звука тешке гитаре у популарну музику. То је био темељ за рок музику, која је усвојила густу текстуру, електричне технике гитаре и основене инструменте елктричних блуз бендова. То утиче и на рокенрол, посебно средином 1950-их и на класични рок 1960-их. Широко је прихваћено да је Британски блуз бум из 1960-их су довели до развоја блуз рока. Електрични блуз је поставио темеље за хард рок и хеви метал, и утицао на развој рокабилија и соул музике. Он наставља да буде главни стил блуза и заслужан је за оживљавање популарности жанра од 1990-их.